# Batalla de Corupedio
La batalla de Corupedio fue un enfrentamiento militar librado durante el año 281 a. C., y marca el final de las guerras de los diádocos, los generales sucesores de Alejandro Magno. Tuvo lugar en la llanura de Corupedio, cerca de Sardes en Lidia, y en ella se enfrentaron los ejércitos de Lisímaco, rey de Macedonia, Tracia y Quersoneso, y Seleuco I Nicátor, considerado rey de Asia. La batalla finalizó con la victoria del segundo y la muerte del primero, sin embargo, Seleuco I no pudo disfrutar mucho de su victoria, pues fue asesinado poco después.

## Antecedentes

### Muerte de Agatocles
Según Justino, un terremoto afectó al Helesponto y Quersoneso, especialmente la ciudad de Lisimaquia, la capital que había construido Lisímaco, por lo que se consideró un mal presagio para él, su familia y su reino. El rey tenía designado como sucesor a su hijo Agatocles, un experimentado y popular guerrero, pero su madrasta Arsínoe II conspiró contra él.
Según Estrabón y Justino, Lisímaco ejecutó a Agatocles, lo que desencadenó la invasión de Seleuco. Luego, vino una purga en el ejército, lo que dejó solo a los oficiales más jóvenes e inexpertos a cargo. En cambio, Pausanias afirma que Arsínoe asesinó a Agatocles y Lisímaco no la castigó, lo que forzó a la esposa del asesinado, Lisandra, a huir con Seleuco I con sus hijos y hermanos.  Por su parte, Memnón dice que Lisímaco, bajo la influencia de Arsínoe, intentó envenenar a su hijo, pero este último se enteró del complot y salvó la vida. Entonces, el viejo rey lo hizo arrestar y ejecutar en prisión.

### Conflicto
Acompañados por Alejandro, hijo de Lisímaco y de una mujer odrisia, llegaron a Babilonia, donde le rogaron a Seleuco su ayuda militar. El príncipe Alejandro huyó con ellos por miedo a ser ejecutado como su hermano.
Ante esta situación, Filetero, administrador de las propiedades (un tesoro de 10 000 talentos) y la ciudad gobernada por Agatocles, sabiendo su suerte si Arsínoe se imponía, se apoderó de Pérgamo y le envió una carta a Seleuco ofreciéndole las propiedades para apoyar su campaña. Según Justino, ya fuera por desear la gloria o por rivalidad con Lisímaco, Seleuco aceptó. De hecho, muchas ciudades también se rebelaron contra Lisímaco y ayudaron a su rival, lo que facilitó la conquista de su reino.

## Batalla
Lisímaco tomó la iniciativa y cruzó con su ejército a Asia Menor. Dejó el tesoro real a cargo de Teodoro en Sardes. Lisímaco debió haber sufrido deserciones importantes antes de la batalla, pero para que dos comandantes veteranos aceptaran arriesgarse a un gran combate en campo abierto ambos ejércitos debían estar equiparados en fuerza. Seleuco reunió un ejército en Babilonia durante el tercer mes del calendario babilónico, Simanu, equivalente al 20 de junio a 9 de julio. Luego partió a Sardes dejando un šaknu (gobernador) en la ciudad. Seleuco asedió Sardes, ofreciendo 100 talentos al hombre que matara al gobernador Teodoro. Aquel hombre, temeroso de sus propios soldados, dejó de mostrarse en público, lo que causó resentimiento entre la guarnición por la desconfianza. Debido a esto, Teodoro decidió adelantarse y le abrió las puertas de la fortaleza a Seleuco en la noche, entregándole él mismo los tesoros.
La batalla ocurrió cerca de Sardes, en una planicie llamada Corupedio, en la antigua Lidia. El lugar estaba al este del río Frigio, en un amplio valle que se extendía hacia el este entre dos largos frentes montañosos. Fue la última batalla de los diádocos, pues eran ancianos, Lisímaco tenía 74 años de edad y Seleuco 77; otras fuentes dicen que Lisímaco tenía 70 u 81 y Seleuco 73. Siguiendo el relato de Justino, eran jóvenes en espíritu y siempre deseosos de más poder.
Según el historiador Fred Eugene Ray Junior, Lisímaco poseía un poderoso contingente de macedonios, ya que controlaba la propia Macedonia, y se le sumaron durante la marcha tropas de Misia, Frigia y Lidia. A pesar de las recientes deserciones, podía contar con unos 3000 hipaspistas, 9000 falangistas macedonios y 15 000 pantodapoi, 3000 jinetes (1200 lanceros pesados macedonios y el resto tracios y asiáticos armados con jabalinas) y 6000 infantes escaramuzadores de Tracia y Asia Menor armados con proyectiles. Entre tanto, Seleuco tendría 3000 hipaspistas armados con picas, 12 000 falangistas macedonios venidos de las colonias y 12 000 pantodapoi, 4000 jinetes (1000 lanceros pesados de su guardia personal y el resto asiáticos con jabalinas), 7000 a 8000 infantes ligeros y un número desconocido, pero probablemente modesto de elefantes. El historiador Jeff Champion estima que ya unos veinte años antes, Lisímaco debía contar con un ejército de unos 40 000 hombres a sus órdenes. En cambio, el historiador Kyle R. Fingerson sostiene que Corupedio, junto a Ipsos y los elefantes, involucraron ejércitos de campaña que debían bordear los 50 000 hombres. Otro historiador, John D. Grainger, estimaba que el ejército de Seleuco pudo sumar unos 40 000 combatientes, de los que 27 000 eran infantería pesada, pero apenas 15 000 eran étnicamente macedonios procedentes de las colonias.
Ninguna de las fuentes sobrevivientes da datos sobre las formaciones de los ejércitos o lo sucedido durante la batalla en sí. Siguiendo las tácticas helenísticas de la época, la infantería debió formar en el centro y la caballería en las alas, como era la costumbre de los ejércitos de la época, y que ambas fuerzas contaran con carros falcados y elefantes de guerra. La infantería ligera se distribuiría en una proporción de uno por cada jinete y uno por cada diez infantes pesados, ya que actuarían como escaramuzadores frente a la falange o para proteger los flancos; también habría grupos de ellos para apoyar a cada paquidermo.
Las falanges debieron chocar en el centro, si es que entraron en contacto, tratando de ensartarse las picas los unos a los otros. Sin embargo, el resultado de la batalla seguramente se decidió en el choque de caballería sucedido en los flancos. Ambos monarcas debieron luchar con sus mejores jinetes en el ala derecha, aunque Seleuco seguramente apoyo a sus hombres con equipos de elefantes e infantes ligeros, uno de los cuales acabó con su rival. Lisímaco murió al ser impactado por una jabalina arrojada por Malacón, soldado de Heraclea Póntica. El cuerpo de Lisímaco quedó en el campo de batalla y fue su perro el que lo protegió, evitando que aves y otros animales carroñeros se alimentaran de él. Finalmente, Torax de Farsalia lo identificó gracias al canino, pues ya estaba parcialmente descompuesto.
Se desconocen las bajas que sufrieron ambos ejércitos. Respecto del ejército vencido, es posible que dejara de existir como fuerza de combate, aunque es poco probable que fuera completamente masacrado, sino que probablemente un porcentaje considerable se rindió y fue incorporado al ejército de Seleuco.

## Consecuencias

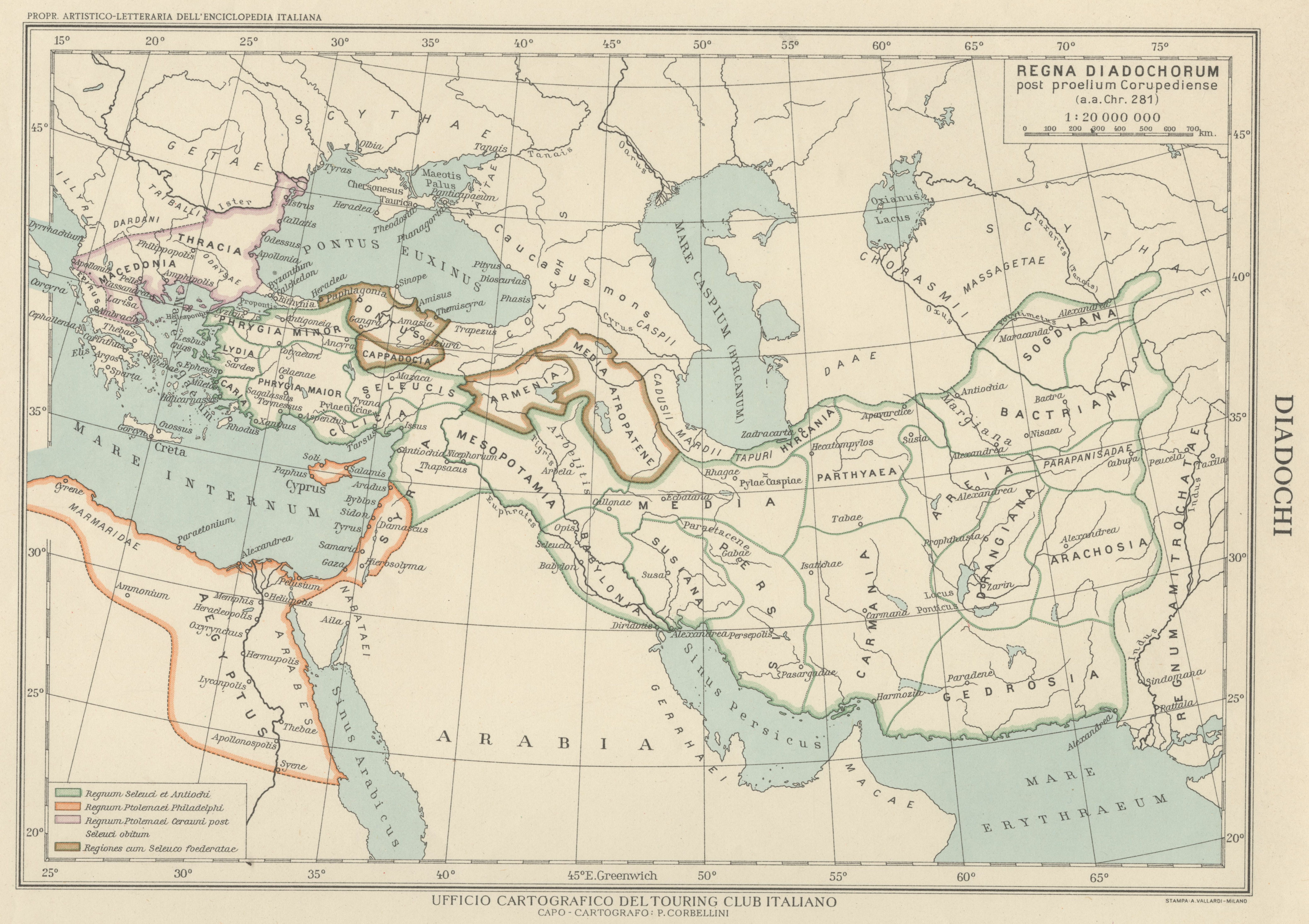
Mapa de los reinos de los diádocos después de Corupedio y la muerte de Seleuco I Nicátor. En verde los límites del reino de Antíoco I Sóter, en púrpura los límites del reino de Ptolomeo Cerauno y en naranja los límites del reino de Ptolomeo II Filadelfo.

Lisímaco murió junto a quince de sus hijos y su capital estaba en ruinas, por lo que Seleuco se alegró por la victoria y ser el último de los diádocos, considerando que era un logro divino. Las tierras de Lisímaco fueron incorporadas a sus dominios, y por un breve período de tiempo, pareció que iba a unificar el imperio de Alejandro. El oeste de Asia Menor era un territorio política y militarmente importantísimo, algo que se mantuvo hasta la conquista romana en el siglo I a. C.. Por ello, entre la primera y la cuarta de las guerras sirias se libraron ahí una docena de batallas campales.
Seleuco marchó a Arsinoia, donde estaba la reina Arsínoe. Al llegar la noticia y muerte del rey macedonio, la población se alzó y abrió las puertas al vencedor. La reina ordenó a una esclava vestirse con sus ropas y sentarse en su trono, mientras ella vistió harapos y salió por una puerta menor de su fortaleza al muelle, donde inmediatamente embarcó en un barco y escapó. Un general de la guarnición y opositor suyo, Menecrates, asesinó a la esclava al confundirla con ella. Los hijos de la reina probablemente estaban en Macedonia o Tracia por ser adolescentes.
El cuerpo del rey vencido fue capturado por Seleuco, quien se lo entregó a Alejandro para darle una sepultura digna en Quersoneso. El príncipe logró convencer a Lisandra de concederle el funeral, pues ella quería negárselo. El templo donde Alejandro depositó sus huesos se llamaba Lysimacheum. Según Duris de Samos, el perro de Lisímaco, Hircanio, se arrojó a las llamas fúnebres de su amo y murió.
El anciano Seleuco, alentado por su victoria, deseaba volver a Macedonia, su tierra natal que no había visto cuando partió con Alejandro. Quería reinar allí el resto de sus días mientras que dejaría el gobierno de Asia a su hijo Antíoco I Sóter. Reunió sus tropas en Sardes y cruzó el mar hacia su tierra natal.
Sin embargo, se encontró con Ptolomeo Cerauno, quien vivía en la corte de Lisímaco. En lugar de hacerlo prisionero, fue tratado con la consideración que merecía como hijo de Ptolomeo I Sóter. Seleuco desconocía por completo el peligro, pues Ptolomeo Cerauno empezó a conspirar y en cuanto pudo, asesino a Seleuco en una emboscada siete meses después de la batalla. Luego, el asesino huyó a caballo a Lisimaquia para coronarse rey. Por último, salió con una gran escolta a confrontar al ejército, que decidió aceptarlo como nuevo monarca. En cambio, otra fuente parece indicar que hubo un motín y fue asesinado. Luego, las tropas volvieron a Mesopotamia. La actitud del ejército indica que no eran parte del núcleo de las tropas seléucidas, es decir, macedonios y griegos étnicos de las colonias militares fundadas en Siria y Mesopotamia, cuya lealtad a sus reyes está atestiguada continuamente en crónicas de la época.
Según Nemanja Vujcic, las tropas seléucidas tampoco debieron ser persas, mercenarios o reclutas de Anatolia, territorio anexionado hace unos meses y cuya lealtad era dudosa. Seleuco no podía entrar en Macedonia con soldados asiáticos, pues presentó su avance como un retorno a su hogar, de hecho, repartió regalos, ganándose la ciudadanía honoraria de Atenas. Lo más probable es que los soldados que se amotinaron con Cerauno fueran macedonios, griegos de las colonias en Macedonia y Tracia y posiblemente tracios, todos sirvieron a Lisímaco y se rindieron después de su muerte. Al servir a Seleuco pudieron volver a sus hogares, pero no debieron sentir mucha lealtad hacia él.
Respecto de Lisandra, todo parece indicar que acompañó a Seleuco en su campaña, gozando de una posición de influencia, pero en el caos de los meses que vinieron ni ella ni sus hijos vuelven a ser mencionados por las fuentes. Durante el caos, Filetero permaneció controlando Pérgamo y mantuvo a sus habitantes en paz, al margen de la guerra.

### Clásica
- Apiano. Guerra Siria. Libro XI de Historia Romana. Versión digitalizada por Perseus, basada en traducción latín-inglés por Horace White, Nueva York: The MacMillan Company, 1899.
- Crónica del fin de Seleuco I. Parte de las Crónicas mesopotámicas. Citada como BCHP 9 por las siglas en inglés de Babylonian Chronographic Texts from the Hellenistic Period. Versión digitalizada en Livius, basada en traducción acadio-inglés por I.L. Finkel, R.J. van der Spek & R. Pirngruber, Writings of the Ancient World, 2020.
- Duris de Samos. Testimonios y fragmentos. Versión digitalizada por SCielo, basada en traducción griego-español y edición de Myriam Zumaya Román, Nova tellus XXIV (1): 181-251, enero-junio de 2006.
- Estrabón. Geografía. Libro XIII. Versión digitalizada por Perseus, basada en edición y traducción griego antiguo-inglés por H. C. Hamilton & W. Falconer, Londres: George Bell & Sons, 1903.
- Eusebio de Cesarea. Crónica. Libro I. Versión digitalizada en RBedrosian, basada en edición armenia de Jean-Baptiste Aucher, traducción armenio-inglés por Robert Bedrosian, Long Branch, 2008.
- Gayo Plinio Segundo. Historia natural. Libro VIII. Versión digitalizada por UChicago, basada en edición de Karl Mayhoff, en latín, edición de Teubner, 1909. Véase también la versión de Perseus. Basada en traducción latín-inglés por John Bostock, Londres: Taylor and Francis, 1855.
- Marco Juniano Justino. Epítome de las "Historias Filípicas" de Pompeyo Trogo. Libros XVII y XXIV. Versión digitalizada por Attalus, basada en traducción latín-inglés por John Selby Watson, Londres: Henry G. Bohn, 1853.
- Memnón de Heraclea Póntica. Historia de Heraclea (fragmentos). Versión digitalizada por Attalus, basada en traducción griego-inglés por Andrew Smith, 2004.
- Pausanias. Descripción de Grecia. Libro I. Versión digitalizada por Perseus, basada en traducción griego-inglés por W. H. S. Jones & H. A. Ormerod, Cambridge: Harvard University Press, 1918.
- Polieno. Estratagemas. Libros IV y VIII. Versión digitalizada en Attalus, basada en la traducción del griego antiguo-inglés por Richard Shepherd, Londres, editado por George Nicol, 1793.
- Pseudo-Luciano. Longevos. Versión digitalizada por Attalus, basada en traducción griego antiguo-inglés por A. M. Harmon, 1913.

### Moderna
- Champion, Jeff (2014). Antigonus the One-Eyed: Greatest of the Successors (en inglés). Barnsley: Pen & Sword Military. ISBN 9781783030422.
- Donnelly Carney, Elizabeth (2013). Arsinoe of Egypt and Macedon: A Royal Life (en inglés). Nueva York: Oxford University Press. ISBN 978-0-19-536551-1.
- Gattinoni, Franca Landucci (1992). Lisimaco di Tracia: un sovrano nella prospettiva del primo ellenismo (en italiano). Milán: Editoriale Jaca Book. ISBN 9788816950900.
- Grainger, John D. (1997). A Seleukid Prosopography and Gazetteer (en inglés). Nueva York: Brill. ISBN 978-90-04-10799-1.
- Grainger, John D. (2014). The Rise of the Seleukid Empire, 323–223 BC (en inglés). Barnsley: Pen & Sword. ISBN 9781473838604.
- Ray, Fred Eugene, Jr. (2020). Hellenistic Land Battles 300-167 BCE: A History and Analysis of 130 Engagements (en inglés). Jefferson: McFarland. ISBN 9781476682563.
- Smith, William (1870). Dictionary of Greek and Roman Biography and Mythology (en inglés) II. Boston: Little, Brown & Comp.
- Fingerson, Kyle R. (1998). Smyrna 573: A Study in Hellenistic Civic Organization During the Third Syrian War (246-241 B.C.). Ann Harbor: University of Wisconsin--Madison.
- Vujcic, Nemanja (2019). «The Army of Lysimachus after Corupedium». Antiquité Vivante (en inglés) LXIX (1-2): 109-122. ISSN 0514-7727.